# Казе Бручате (Асти)
Казе Бручате је насеље у Италији у округу Асти, региону Пијемонт.
Према процени из 2011. у насељу је живело 168 становника. Насеље се налази на надморској висини од 157 м.